# Muhàmmad ibn Maymun
Muhàmmad ibn Maymun fou emir midràrida de Sigilmasa, fill i successor el 876/877 de Maymun ibn Thakiyya al-Àmir.
Va governar amb tranquil·litat llegint la khutba en nom del califa abbàssida, i va morir l'agost/setembre del 883. El va succeir el seu oncle (germà del seu pare) al-Yassa ibn Midrar.